# Berksan
Berksan Özer, popartist född 30 maj 1979 i Ankara, Turkiet. Hans debutalbum, Çilek ("Smultron") gavs ut i september 2003. En av hans största framgångar är låten "Bay Bay Kuzum" (2007). Han medverkade i den turkiska upplagan av Let's Dance 2007. 

## Diskografi
- Çilek (2003)
- Kalbime Dönüyorum (2005)
- Öpüşelim mi? (2006)
- Bay Bay (2007)
- Zaaf (2008)
- Su (2011)